# خطيئة (فلم 2011)
خطيئة هو فيلم إثارة تم إنتاجه في الولايات المتحدة وصدر في سنة 2011. من بطولة نيكولاس كيج وليانا ليبيراتو وكام جيجنديت.

## الميزانية والإيرادات
بلغت تكلفة إنتاج الفيلم حوالي 35 مليون دولار بينما حقق إيرادات تقدر بـ 9.6 مليون دولار.

## وصلات خارجية
- مقالات تستعمل روابط فنية بلا صلة مع ويكي بيانات